# Kanton Amancey
Kanton Amancey (francouzsky Canton d'Amancey) je francouzský kanton v departementu Doubs v regionu Franche-Comté. Tvoří ho 19 obcí.

## Obce kantonu
- Amancey
- Amondans
- Bolandoz
- Cléron
- Crouzet-Migette
- Déservillers
- Éternoz
- Fertans
- Flagey
- Gevresin
- Labergement-du-Navois
- Lizine
- Malans
- Montmahoux
- Nans-sous-Sainte-Anne
- Reugney
- Sainte-Anne
- Saraz
- Silley-Amancey